# Johannes Bolte
Johannes Bolte (né le 11 février 1858 à Berlin et mort le 25 juillet 1937 dans la même ville) est un chercheur en littérature, folkloriste et narratologue allemand.

## Biographie
Après ses études à Berlin et à Leipzig, et sa thèse de doctorat consacrée à Homère (Berlin, 1882), Bolte exerce de 1880 à 1923 comme professeur de lycée à Berlin. De 1902 à 1910, il publie la Zeitschrift des Vereins für Volkskunde (Revue de l'Union pour le folklore), et de 1918 à 1930 il est président de la Berliner Verein für Volkskunde (« Union berlinoise pour le Folklore »). La médaille Leibniz lui est attribuée en 1920 ; en 1922 il est membre à part entière de l'Académie des sciences de Prusse. En 1929, l'université technologique de Dantzig lui attribue le titre de docteur honoris causa.
Les recherches de Bolte sur la matière et les motifs narratifs sont restés inégalés à ce jour par leur ampleur. Il a rédigé plus de 1 400 publications, dont des monographies, des articles, des notes et des recensions. Son œuvre très riche et variée l'a révélé comme « le chercheur dominant de son époque en littérature comparée, en comparaison de substance et de motifs » (Hannjost Lixfeld). Son œuvre majeure – et monumentale – reste sans doute les Anmerkungen zu den Kinder- und Hausmärchen der Brüder Grimm (« Commentaires sur les Contes de l'enfance et du foyer des frères Grimm », 5 volumes publiés en collaboration avec le slaviste Jiří Polívka de 1913 à 1932 ; abrégé en BP pour Bolte-Polívka). Cet ouvrage est toujours très utilisé par les folkloristes : ainsi Natacha Rimasson-Fertin y fait-elle régulièrement référence dans les notes qui accompagnent sa traduction des Contes de Grimm.
Bolte était aussi membre de la commission de travail pour l'établissement du Volksliederbuch für Männerchor (« Recueil de chants populaires pour chœurs d'hommes »), une collection de 610 chants populaires publiée en plusieurs volumes en 1906, et couramment dénommée Kaiserliederbuch (« Livre de chants de l'Empereur »)
Il est inhumé au vieux cimetière de la paroisse Saint-Jacobi. Sa tombe a figuré jusqu'en 2014 sur la liste des Tombes d'honneur de Berlin. Il existe encore à Spandau une voie dénommée Bolteweg qui rappelle son souvenir.

## Œuvres
- (la) De monumentis ad Odysseam pertinentibus capita selecta. Dissertatio inauguralis philologica. Universitas Friderica Guilelma. Typis expressit G. Pormetter, Berolini 1882
- (de) (avec Georg Polivka) Anmerkungen zu den Kinder- und Hausmärchen der Brüder Grimm, Leipzig, 1913
- (de) Name und Merkmale des Märchens, Ausgabe Helsinki 1920. Version numérique de l'exemplaire de la Bibliothèque de l'Université et du Land à Düsseldorf
- (de) Zeugnisse zur Geschichte der Märchen, Ausgabe Helsinki 1921. (idem)

## Édition
- (de) Alte flämische Lieder. Im Urtext mit den Singweisen. Insel Verlag, Leipzig 1941 (Insel-Bücherei 290/1).
- (de) (avec Wilhelm Seelmann-Eggebert) : Niederdeutsche Schauspiele älterer Zeit. Diedrich Soltau's Verlag, Norden et Leipzig, 1895.